# Torneo de Doha 2011
El Qatar ExxonMobil Open es un evento de tenis de la serie 250, se disputa en Doha, Catar en el Khalifa International Tennis Complex desde el 3 de enero hasta el 9 de enero en el cuadro masculino.

## Campeones
- Individuales masculinos:  Roger Federer derrotó a  Nikolai Davydenko por 6-3 y 6-4.

- Dobles masculinos:  Rafael Nadal /  Marc López derrotan a  Andreas Seppi /  Daniele Bracciali, 6–3, 7–64.